# 시라크주

시라크주의 위치

시라크주(아르메니아어: Շիրակի մարզ)는 아르메니아 북서부에 위치한 주로, 주도는 귬리이며 면적은 2,681km2, 인구는 257,242명(2002년 기준)이다. 서쪽으로는 터키, 북쪽으로는 조지아, 동쪽으로는 로리주, 남쪽으로는 아라가초튼주와 접한다.

## 같이 보기
- 1988년 아르메니아 지진
- 귬리